# モナ・マーシャル
モナ・マーシャル （Mona Marshall、1947年8月31日 -） は、アメリカ合衆国の女性声優。カリフォルニア州ロサンゼルス出身。少年役が多い。

## 人物
女優としてデビュー後、生活費を稼ぐ為に子供向け演技教室の講師をしていた際に生徒の親からドーズ・バトラーのボイスオーバーワークショップを紹介され、入門後、1982年にビデオリリースされた『宇宙海賊キャプテンハーロック』の英語版で声優デビュー。
思い入れのある役として青山素子（『ラブひな』）、月影蘭（『風まかせ月影蘭』）、テリアモン（『デジモンテイマーズ）、ルーチェモン（『デジモンフロンティア』）などをあげている。

### 受賞・ノミネート
- 2014年Behind the Voice Actors Awards女性助演声優賞テレビアニメ/OVA部門候補 - 『Fate/Zero』（衛宮士郎〈幼少期〉））[2]
- 2014年Behind the Voice Actors Awardsベストヴォーカルアンサンブル賞テレビアニメ/OVA部門候補 - 『青の祓魔師』[2]
- 2015年Behind the Voice Actors Awardsベストヴォーカルアンサンブル賞テレビアニメ/OVA部門受賞 - 『青の祓魔師』[2]
- 2015年Behind the Voice Actors Awards女性声優賞テレビアニメ/OVA部門候補 - 『ドラえもん（2005年版）』（ドラえもん）[2]

## 出演作品

### テレビアニメ
1981年
- スパイダーマン（ベティ・ブラント）

1982年
- 宇宙海賊キャプテンハーロック（大山まゆ）

1983年
- The Littles

1984年
- 戦え!超ロボット生命体トランスフォーマー（ルイザ）
- 魔法少女レインボーブライト（パディ）

1985年
- 戦え!超ロボット生命体トランスフォーマー（ハッサン、アロン、ジャスティン、ディスコギャル3）
- 地上最強のエキスパートチーム G.I.ジョー（ハワインアン・ギャル）
- マジンガーZ（兜シロー）

1986年
- 戦え!超ロボット生命体トランスフォーマー2010（過去のザモジンの王）

1987年
- スパイラルゾーン（カテリーナ・アナスタシア、ダッチェス・ダイアー）

1988年
- ふしぎなコアラブリンキー

1990年
- キャプテン・プラネット

1995年
- 宇宙の騎士テッカマンブレード

1996年
- Eagle Riders[3]（ミッキー）

1997年
- 神秘の世界エルハザード（ルーンの母）

1998年
- ふしぎ遊戯（美朱の母、忠栄）

1999年
- カウボーイビバップ（ウェン）
- 北斗の拳（タキ）
- デジモンアドベンチャー（泉光子郎）
- バトルアスリーテス大運動会（柳田一松）
- 魔法騎士レイアース（アスコット）

2000年
- サウスパーク（シーラ・ブロフロフスキー（2代目）、レスリー・スミス、母親、女1）
- デジモンアドベンチャー02（泉光子郎）
- トライガン（カイト）
- 魔法騎士レイアース（海の母）
- るろうに剣心 -明治剣客浪漫譚-（すずめ）

2001年
- ゲートキーパーズ（浮矢瞬（小学生時代））
- サウスパーク（リンダ・ストッチ）
- THE ビッグオー（シベール・ロアン）
- ジャッキー・チェン・アドベンチャー（バイツァ、ポーコン、ヴァネッサ）
- デジモンテイマーズ（テリアモン、ガルゴモン、ラピットモン）
- 吸血姫美夕（松風）
- るろうに剣心 -明治剣客浪漫譚-（心太、沖田総司）

2002年
- X - エックス -（ナタク）
- 風まかせ月影蘭（月影蘭）
- サウスパーク（ミリーズ）
- ジャッキー・チェン・アドベンチャー（ジェイドの母）
- デジモンフロンティア（ルーチェモン）
- ラブひな（青山素子）
- るろうに剣心 -明治剣客浪漫譚-（子供）
- ロケット・パワー（少年3、少年4）

2003年
- 臣士魔法劇場 リスキー☆セフティ（深見優雅）
- サウスパーク（老婆、バックグラウンドボーカル）
- 人造人間キカイダー THE ANIMATION（少年（兄））
- スクライド（子供）
- ちょびっツ（国分寺稔）
- 時空冒険記ゼントリックス（TZ）
- まほろまてぃっく〜もっと美しいもの〜（フェルドランス）
- LAST EXILE（ルシオラ）
- ラブひなクリスマスSPECIAL! 〜サイレント・イブ〜（青山素子）
- ラブひな春スペシャル 〜キミサクラチルナカレ!!〜（青山素子）
- ワイルドアームズ トワイライトヴェノム（母親）

2004年
- WOLF'S RAIN（トオボエ）
- 攻殻機動隊 STAND ALONE COMPLEX（黒羽）
- サウスパーク（母親1、母親3）
- 天地無用! GXP（魎呼、魎皇鬼、神木ノイケ樹雷、翠簾）
- RAVE（プルー）

2005年
- 今日からマ王!（ヴォルフラム）
- 攻殻機動隊 S.A.C. 2nd GIG（レポーター）
- 金色のガッシュベル!!（秋山勇太、ヒデアキ、リリ）
- サウスパーク（バーの女）
- NARUTO -ナルト-（白（子供の頃）、イナリ）
- B-伝説! バトルビーダマン（ブル・ボーグナイン）
- ボボボーボ・ボーボボ（少年時代のボーボボ、ランバダ）

2006年
- 韋駄天翔（山登あゆむ）
- 最遊記RELOAD（銀閣）
- サウスパーク（ルイス・グリフィン、司会者、ドライバー）
- ノエイン もうひとりの君へ（上乃木明日香）
- MÄR-メルヘヴン-（エモキス）

2007年
- かしまし 〜ガール・ミーツ・ガール〜（来栖とまり）
- サウスパーク（女性ニュースリーダー）
- デジモンセイバーズ（トーマ・H・ノルシュタイン〈幼少時〉）
- ローゼンメイデン（桜田ジュン）
- ローゼンメイデン　トロイメント（桜田ジュン）

2008年
- サウスパーク（ミス・ミラー）
- 精霊の守り人（チャグム）

2009年
- あまえないでよっ!!（為我井さくら）
- あまえないでよっ!!喝!!（為我井さくら）
- サウスパーク（インタビュアー2）

2010年
- かのこん（小山田耕太）
- 結界師（花乃小路夢子）
- サウスパーク（レベッカ、女2）

2011年
- サウスパーク（ギャル1）
- ヴァンパイア騎士 Guilty（玖蘭枢〈幼少期〉）
- ローゼンメイデン オーベルテューレ（桜田ジュン）

2013年
- 青の祓魔師（三輪子猫丸）
- Fate/Zero 2ndシーズン（衛宮士郎〈幼少期〉）

2014年
- ドラえもん（2005年版）（ドラえもん）

2015年
- Fate/stay night [Unlimited Blade Works]（衛宮士郎〈幼少期〉）

### 劇場アニメ
1985年
- スターチェイサー/オーリンの伝説
- Here Come the Littles（ミセス・エヴァンス）

1996年
- ノートルダムの鐘

1997年
- Armageddon（母親）
- キャッツ・ドント・ダンス

1998年
- プリンス・オブ・エジプト（ループグループ）

2000年
- Digimon: The Movie[4]（泉光子郎）

2001年
- AKIRA（タカシ）※DVD版
- モンスターズ・インク

2002年
- 千と千尋の神隠し

2003年
- カードキャプターさくら 封印されたカード（李小狼）
- サクラ大戦 活動写真（レニ・ミルヒシュトラーセ）
- 猫の恩返し

2005年
- チキン・リトル
- デジモンアドベンチャー02 ディアボロモンの逆襲（泉光子郎）
- デジモンテイマーズ 冒険者たちの戦い（テリアモン、ガルゴモン、ラビットモン）
- デジモンテイマーズ 暴走デジモン特急（テリアモン）
- ピーター・コットンテール 幸せを運ぶウサギ（母ネズミ）

2008年
- ホートン/ふしぎな世界のダレダーレ

2009年
- 崖の上のポニョ
- くもりときどきミートボール
- 劇場版BLEACH The DiamondDust Rebellion もう一つの氷輪丸（黒崎一護〈幼年時〉）
- プリンセスと魔法のキス

2010年
- 塔の上のラプンツェル

2012年
- シュガー・ラッシュ
- ロラックスおじさんの秘密の種

2013年
- 青の祓魔師青の祓魔師 ―劇場版―（三輪子猫丸）
- アナと雪の女王
- 怪盗グルーのミニオン危機一発
- モンスターズ・ユニバーシティ

2014年
- STAND BY ME ドラえもん（ドラえもん）

2017年
- 絵文字の国のジーン
- 怪盗グルーのミニオン大脱走
- ザ・スター はじめてのクリスマス

2018年
- さよならの朝に約束の花をかざろう

2021年
- STAND BY ME ドラえもん 2（ドラえもん）

2022年
- 空飛ぶゆうれい船（嵐山隼人）

### OVA
1997年
- GATCHAMAN（燕の甚平）

1999年
- FAKE（ビッキー）

2000年
- ふしぎ遊戯
- ふしぎ遊戯2（美朱の母）

2002年
- ARMITAGE DUAL-MATRIX（ジュリアン･ムーア）
- X - エックス -（ナタク）

2005年
- エイケン（グレース鈴）
- 天地無用! 魎皇鬼（魎呼、正木玲亜）

2006年
- Arthur's Missing Pal（ロージー）
- 天地無用! 魎皇鬼 第三期プラス1（魎呼）

2011年
- かのこん 〜真夏の大謝肉祭〜（小山田耕太）

### ゲーム
1998年
- ブレイヴフェンサー 武蔵伝（ムサシ）

2002年
- スカイガンナー（シエル）
- ラチェット&クランク（ゲンリー、ヘレン）
- ロケット･パワー: ビーチ･バンディッツ（エリック・ゴーレムJr.）

2003年
- .hack（カイト）

2004年
- スターオーシャン Till the End of Time（ロジャー・S・ハクスリー、ロビンウインド）
- ドラッグオンドラグーン（セエレ）
- ラチェット&クランク3 突撃!ガラクチック★レンジャーズ（ヘルガ）

2005年
- 幻想水滸伝IV（チープー）
- コンフリクト:グローバル・テラー（キャリー・シャーマン）
- Rhapsodia（キリル）

2006年
- イリスのアトリエ エターナルマナ2（ポウ）
- 幻想水滸伝V（トーマ、スバル、リヒャルト）
- .hack//G.U.（カイト）
- 24: The Game
- ワイルドアームズ ザ フォースデトネイター（ベリエール）

2007年
- アルトネリコ 世界の終わりで詩い続ける少女（波摩）
- トラスティベル 〜ショパンの夢〜（ビート、ジョルジュ・サンド）
- ブルードラゴン（シュウ）
- ブレイブ・ストーリー 新たなる旅人（ワタル）
- ペルソナ3（天田乾）
- ワイルドアームズ ザ フィフスヴァンガード（キャロル・アンダーソン）

2009年
- アバター THE GAME（ナヴィ）
- レッドファクション:ゲリラ

### 吹き替え
- 陰陽師（2003年、祐姫（夏川結衣））
- ファニーとアレクサンデル（2004年、アレサンデル）
- デビルマン（2008年、ススム〈染谷将太〉）

### 実写映画
1992年
- スペース・エイド（クリーチャーの声）

1998年
- ウォーターボーイ（ループグループ）

2001年
- セレンディピティ（その他の声）

2004年
- ドーン・オブ・ザ・デッド（ADRグループ）

2005年
- マスク2（アルビーの声）

2009年
- きみがぼくを見つけた日（ボイスオーバー）

2013年
- I Know That Voice（本人出演）

### テレビ映画
2002年
- マペットのメリー・クリスマス（ループグループ）

### その他
1982年
- ガジェット警部・パイロット版（ペニー）

2008年
- アドベンチャーズ・イン・ボイス・アクティング（本人出演）

## 吹き替え声優
モナが担当した役では、以下の声優が担当した。モナはドラえもんの英語吹き替え版で同名キャラクターの役も担当しているが、それを日本語に直したバージョンを日本語オリジナル版である水田が吹き替えている。
- 後藤真寿美 - 「戦え!超ロボット生命体トランスフォーマー」（ルイザ）
- 難波圭一 - 「戦え!超ロボット生命体トランスフォーマー」（ハッサン）
- 小宮和枝 - 「戦え!超ロボット生命体トランスフォーマー」（アロン）
- 水田わさび - 英語版ドラえもん（ドラえもん[5]）